# Nigrospora sacchari
Nigrospora sacchari är en svampart som först beskrevs av Speg., och fick sitt nu gällande namn av E.W. Mason 1927. Nigrospora sacchari ingår i släktet Nigrospora, ordningen Trichosphaeriales, klassen Sordariomycetes, divisionen sporsäcksvampar och riket svampar.   Inga underarter finns listade i Catalogue of Life.